# Comité Olímpico Canadiense

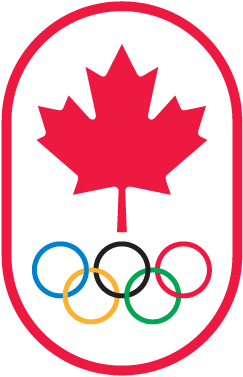
Logo del Comité Olímpico Canadiense.

El Comité Olímpico Canadiense es una organización sin fines de lucro del deporte en Canadá. Fue fundada en 1904 y se integró como miembro de la Comité Olímpico Internacional desde 1907 y luego de la Organización Deportiva Panamericana.
El comité se encarga de enviar delegaciones a los Juegos Olímpicos, los Juegos Olímpicos de la Juventud y los Juegos Panamericanos. También ha organizado varias ediciones de dichos eventos.

## Delegaciones
- Canadá en los Juegos Olímpicos
- Canadá en los Juegos Olímpicos de la Juventud
- Canadá en los Juegos Panamericanos

## Eventos
- Juegos Olímpicos de Montreal 1976
- Juegos Olímpicos de Calgary 1988
- Juegos Olímpicos de Vancouver 2010
- Juegos Panamericanos de Winnipeg 1967
- Juegos Panamericanos de Winnipeg 1999
- Juegos Panamericanos de Toronto 2015

## Presidentes
- Marcel Aubut: Actual
- Michael A. Chambers: 2001-2012
- Roger Jackson: 1982-1990
- Dick Pound: 1977-1982
- James Worrall: 1964-1968